# Россамахин, Игорь Игоревич
И́горь И́горевич Россама́хин (р. 21 апреля 1980, Калининград, Московская область, СССР) — российский волейболист.

## Биография
Игорь Россамахин родился 21 апреля 1980 года в Калининграде Московской области. Вырос в Обнинске Калужской области.
Воспитанник обнинской волейбольной школы, выпускник СДЮСШОР по волейболу Александра Савина. Первый тренер — Сергей Пожалов.
Волейболом начал заниматься в 12-летнем возрасте и уже через пять лет начал профессиональную карьеру.

## Достижения
- Серебряный призёр чемпионата России (2007)
- Бронзовый призёр чемпионата России (2009, в составе ВК «Факел»)
- Обладатель Кубка Сибири и Дальнего Востока (2007)